# Brasiliani
I brasiliani sono i cittadini del Brasile. Il Brasile ha una società multietnica e la maggior parte dei suoi abitanti è di origine europea, indigena e africana. Le persone di origine africana sono molto presenti nel nord-est e nel sud-est, i discendenti degli indios invece si trovano principalmente nel nord.
I brasiliani parlano il portoghese come lingua madre, che è la lingua ufficiale secondo la costituzione federale.

## Origini
| Auto-identificazione dei brasiliani in base al colore della pelle (1835, 1940, 2000 e 2008) | Auto-identificazione dei brasiliani in base al colore della pelle (1835, 1940, 2000 e 2008) | Auto-identificazione dei brasiliani in base al colore della pelle (1835, 1940, 2000 e 2008) | Auto-identificazione dei brasiliani in base al colore della pelle (1835, 1940, 2000 e 2008) |
| Anno                                                                                        | Bianca                                                                                      | Marrone                                                                                     | Nera                                                                                        |
| ------------------------------------------------------------------------------------------- | ------------------------------------------------------------------------------------------- | ------------------------------------------------------------------------------------------- | ------------------------------------------------------------------------------------------- |
| 1835                                                                                        | 24.4%                                                                                       | 18.2%                                                                                       | 51.4%                                                                                       |
| 1940                                                                                        | 64%                                                                                         | 21%                                                                                         | 14%                                                                                         |
| 2000                                                                                        | 53.7%                                                                                       | 38.5%                                                                                       | 6.2%                                                                                        |
| 2008                                                                                        | 48.3%                                                                                       | 43.7%                                                                                       | 7.5%                                                                                        |
| 2022                                                                                        | 43.5%                                                                                       | 45.3%                                                                                       | 10.2%                                                                                       |

Prima della colonizzazione portoghese, il Brasile era abitato da un numero imprecisato di indigeni, noti come indios. Gli indios, così come tutte le altre popolazioni amerinde, sono discendenti di persone che giunsero migliaia di anni fa dal continente asiatico. I portoghesi arrivarono nel 1500. Si stima che circa 500.000 portoghesi arrivarono nel Brasile fra il 1500 e il 1808. Hanno colonizzato il Paese ed influenzato la composizione etnica del Brasile. Dalla metà del XVI secolo, gli africani sono stati portati in Brasile per lavorare nelle fattorie di canna da zucchero e, successivamente, nelle miniere d'oro e diamanti e nelle piantagioni di caffè. Documenti storici indicano che fra il 1550 e il 1850 (quando il commercio degli schiavi è stato abolito), circa quattro milioni di africani sono arrivati in Brasile.
Fino alla metà del XIX secolo, la maggior parte della popolazione brasiliana era composta di neri e mulatti.
Una grande immigrazione europea ha avuto luogo in Brasile, soprattutto fra il 1880 e il 1930. Quella italiana è la prima minoranza tra gli immigrati in Brasile; seguono i portoghesi, gli spagnoli, i tedeschi e i giapponesi.
| Schiavi africani in Brasile, 1500-1855 | Schiavi africani in Brasile, 1500-1855 | Schiavi africani in Brasile, 1500-1855 | Schiavi africani in Brasile, 1500-1855 | Schiavi africani in Brasile, 1500-1855 |
| -------------------------------------- | -------------------------------------- | -------------------------------------- | -------------------------------------- | -------------------------------------- |
| Periodo                                | 1500–1700                              | 1701–1760                              | 1761–1829                              | 1830–1855                              |
| Numeri                                 | 510.000                                | 958.000                                | 1.720.000                              | 618.000                                |

Nell'arco di circa 100 anni (1872-1975), il Brasile ha ricevuto almeno 5,5 milioni di immigrati provenienti da Europa e da altre parti del mondo. Questi erano, in ordine decrescente, per il 34% italiani, il 29% portoghesi, il 14% spagnoli, il 5% giapponesi, il 4% tedeschi, il 2% libanesi e siriani, e il 12% altri. Questo fenomeno è stato denominato lo "sbiancamento" del Brasile.
Secondo una ricerca condotta nel 2008, il 48,8% dei brasiliani ritiene di essere bianco, il 43,8% marrone, il 6,5% nero, il resto di altre origini.
| Immigrazione verso il Brasile | Immigrazione verso il Brasile | Immigrazione verso il Brasile | Immigrazione verso il Brasile | Immigrazione verso il Brasile | Immigrazione verso il Brasile | Immigrazione verso il Brasile | Immigrazione verso il Brasile | Immigrazione verso il Brasile | Immigrazione verso il Brasile | Immigrazione verso il Brasile | Immigrazione verso il Brasile |
| Origine                       | Periodo                       | Periodo                       | Periodo                       | Periodo                       | Periodo                       | Periodo                       | Periodo                       | Periodo                       | Periodo                       | Periodo                       | Totale                        |
| Origine                       | 1884-1893                     | 1894-1903                     | 1904-1913                     | 1914-1923                     | 1924-1933                     | 1934-1939                     | 1940-1944                     | 1945-1949                     | 1950-1954                     | 1955-1959                     | Totale                        |
| ----------------------------- | ----------------------------- | ----------------------------- | ----------------------------- | ----------------------------- | ----------------------------- | ----------------------------- | ----------------------------- | ----------------------------- | ----------------------------- | ----------------------------- | ----------------------------- |
| Tedeschi                      | 22.778                        | 6.698                         | 33.859                        | 29.339                        | 61.723                        | 16.243                        | N/D                           | 5.188                         | 12.204                        | 4.633                         | 192.665                       |
| Spagnoli                      | 113.116                       | 102.142                       | 224.672                       | 94.779                        | 52.405                        | 4.604                         | N/D                           | 4.092                         | 53.357                        | 38.819                        | 687.986                       |
| Italiani                      | 510.533                       | 537.784                       | 196.521                       | 86.320                        | 70.177                        | 10.928                        | N/D                           | 15.312                        | 59.785                        | 31.263                        | 1.518.623                     |
| Giapponesi                    | -                             | -                             | 11.868                        | 20.398                        | 110.191                       | 43.342                        | N/D                           | 12                            | 5.447                         | 28.819                        | 220.077                       |
| Portoghesi                    | 170.621                       | 155.542                       | 384.672                       | 201.252                       | 233.650                       | 56.657                        | N/D                           | 26.268                        | 123.082                       | 96.811                        | 1.448.555                     |
| Siriani e turchi              | 96                            | 7.124                         | 45.803                        | 20.400                        | 24.491                        | 848                           | N/D                           | N/D                           | N/D                           | N/D                           | 98.762                        |
| Altri                         | 66.524                        | 42.820                        | 109.222                       | 51.493                        | 164.586                       | 32.647                        | N/D                           | 29.552                        | 84.851                        | 47.599                        | 629.294                       |
| Totale                        | 883.668                       | 852.110                       | 1.006.617                     | 503.981                       | 717.223                       | 165.269                       | N/D                           | 80.424                        | 338.726                       | 247.944                       | 4.795.962                     |